# Irinjibal khan
Irinjibal khan eller Kejsar Ningzong, född 1326, död 14 december 1332, var en mongolisk barnkejsare i den kinesiska Yuandynastin. Irinjibal khan regerade Kina som sexåring under bara 53 dagar från oktober till december 1332. Hans personliga namn var Rinchinbal Borjigin.
Efter att Irinjibal khans farbror och regerande kejsare Tugh Temür khan plötsligt avlidit av sjukdom 1332 tillsattes Irinjibal khan på tronen 23 oktober 1332. Det är delade uppgifter om det var den mäktiga tjänstemannen El Temür eller Tugh Temür khans kejsarinna Budashiri som låg bakom tillsättningen av Irinjibal khan. Irinjibal khan avled 14 december 1332 efter den kortaste regeringstiden i mongolväldets historia. Han efterträddes av sin bror Toghon Temür som kunde tillsättas först 1333 efter att El Temür avlidit.

## Regeringsperioder
- Zhishun (至順) 1330–1332[7]